# Aston (Fluss)
Der Aston ist ein Gebirgsfluss in Frankreich, der im Département Ariège in der Region Okzitanien verläuft. Er entspringt in den Pyrenäen, nahe der Grenze zu Andorra, unter dem Namen Ruisseau de l’Estagnol, aus dem gleichnamigen See Étang de l’Estagnol, im südlichen Gemeindegebiet von Aston. Er entwässert  generell in nördlicher Richtung durch das Aston-Massiv und mündet nach rund 23 Kilometern an der Gemeindegrenze von Aulos-Sinsat und Les Cabannes als linker Nebenfluss in die Ariège.

## Orte am Fluss
(Reihenfolge in Fließrichtung)
- Aston
- Château-Verdun
- Les Cabannes

## Sehenswürdigkeiten
- Château de Gudanes, Schloss am Flussufer aus dem 18. Jahrhundert bei Château-Verdun – Monument historique[4]